# Everlasting Love (álbum)
Everlasting Love es un álbum recopilatorio de la cantante alemana Sandra, publicado en 1988.

## Edición
Este LP no está considerado como un álbum «regular» de la artista, ya que solo se editó para el mercado angloamericano y, por tanto, apareció únicamente en el Reino Unido y los Estados Unidos. 
La versión del tema «Everlasting Love» incluida en este álbum la había remezclado el ingeniero de sonido Pete Hammond para la compañía productora PWL del británico Pete Waterman, productor integrante de la asociación Stock Aitken Waterman. Se intentó ajustarla, de esta manera, al gusto de la audiencia inglesa y norteamericana. Por ello, esta versión era bastante diferente al sencillo original editado en 1987.

## Diferentes versiones
Las canciones contenidas en el álbum recopilatorio procedían de diferentes versiones. «Everlasting Love» era una remezcla hecha especialmente para la audiencia angloamericana; «Maria Magdalena» era la versión publicada en disco sencillo; «Heaven Can Wait», «Around My Heart», «Little Girl» y «Loreen» eran las versiones editadas en disco sencillo y álbum; y «Secret Land», «Hi! Hi! Hi!», «We'll Be Together» e «In the Heat of the Night» eran las versiones extraídas de sus respectivos álbumes.

## Lista de canciones
| Cara 1 |                                       |                                                                  |          |  |
| N.º    | Título                                | Música - Letra                                                   | Duración |  |
| 1.     | «Everlasting Love» (PWL 7" Remix) (*) | James «Buzz» Cason/ Mac Gayden                                   | 3:57     |  |
| 2.     | «Maria Magdalena»                     | Kemmler/Löhr/Cretu - Palmer-James                                | 3:57     |  |
| 3.     | «Secret Land»                         | Gronau/Kemmler/Cretu/ Björklund - Müller-Pi/ Hirschburger/Hoenig | 4:41     |  |
| 4.     | «Heaven Can Wait»                     | Cretu/Kemmler/Löhr - Hirschburger/Kemmler                        | 4:02     |  |
| 5.     | «Hi! Hi! Hi!» (**)                    | Cretu/Kemmler - Cretu/Hirschburger                               | 4:09     |  |
| 20:46  |                                       |                                                                  |          |  |

| Cara 2 |                            |                                                         |          |  |
| N.º    | Título                     | Música - Letra                                          | Duración |  |
| 1.     | «We'll Be Together»        | Kemmler/Löhr/Sandra C - Hirschburger/Kemmler            | 4:08     |  |
| 2.     | «In the Heat of the Night» | Cretu/Kemmler - Löhr/Hirschburger                       | 5:18     |  |
| 3.     | «Around My Heart»          | Kemmler/Löhr/Sör Otto's/Peterson - Hirschburger/Kemmler | 3:17     |  |
| 4.     | «Little Girl»              | Kemmler/Löhr/Cretu - Hirschburger                       | 3:10     |  |
| 5.     | «Loreen»                   | Peter/Cretu - Peter/Hirschburger                        | 4:11     |  |
| 20:04  |                            |                                                         |          |  |

## Personal
Detalles de producción
- Teclados y programación por ordenador: Michael Cretu
- Guitarra eléctrica y acústica: Markus Löhr
- Acompañamiento vocal: Hubert Kemmler, Michael Cretu, Peter Ries y Thissy Thiers
- Percusión electrónica en «Everlasting Love»: Curt Cress
- Guitarras adicionales: Mats Björklund y Peter Cornelius
- Producido por Michael Cretu, excepto * producido por Michael Cretu, con producción adicional y programación de Pete Hammond para PWL, y ** producido por Armand Volker y Michael Cretu
- Grabado y mezclado en Data-Alpha-Studio, Múnich (Alemania)

Detalles del álbum
- Diseño de portada: Mike Schmidt (Ink Studios)
- Fotografía: Dieter Eikelpoth